# (6344) 1993 VM
A (6344) 1993 VM a Naprendszer kisbolygóövében található aszteroida. Ueda & Kaneda fedezte fel 1993. november 1-én.